# Дорогановка
Дорогановка (укр. Дороганівка) — село,
Василевский сельский совет,
Солонянский район,
Днепропетровская область,
Украина.
Код КОАТУУ — 1225081504. Население по переписи 2001 года составляло 86 человек.

## Географическое положение
Село Дорогановка находится на расстоянии в 0,5 км от села Василевка.
По селу протекает пересыхающий ручей с запрудой.
Рядом проходит автомобильная дорога Н-08.